# Tartarocreagris proserpina
Tartarocreagris proserpina är en spindeldjursart som beskrevs av William B. Muchmore 200. Tartarocreagris proserpina ingår i släktet Tartarocreagris och familjen helplåtklokrypare. Inga underarter finns listade i Catalogue of Life.